# Synagogue orthodoxe de Brașov
 (septembre 2021).
La synagogue orthodoxe de Brașov (ancienne Kronstadt en allemand), ville roumaine de Transylvanie, a été construite en 1926. La synagogue est un monument culturel protégé.
La façade principale est ornée de carreaux de céramique représentant deux lions et une menorah.

## Voir également
- Judaïsme orthodoxe
- Histoire des Juifs en Roumanie

## Liens web
- Description (anglais, consulté le 21 décembre 2015)
- Description, avec de nombreuses photos (en anglais, consulté le 21 décembre 2015)